# История почты и почтовых марок Белиза
История почты и почтовых марок Белиза охватывает развитие почтовой связи в центральноамериканском государстве Белиз, расположенном в восточной части полуострова Юкатан, со столицей в Бельмопане, ранее колонии Британский Гондурас, которое формально создано в XVII веке и оспаривалось весь XVIII век. Белиз участвует во Всемирном почтовом союзе (ВПС; с 1982). Современным почтовым оператором Белиза является Belize Postal Service («Почтовая служба Белиза»).

## Развитие почты
Письма отправлялись через Ямайку и известны с 1786 года. На иностранных почтовых отправлениях примерно с 1800 года встречается почтовый штемпель с надписью «Belize» («Белиз»), и первое почтовое отделение было открыто 31 октября 1809 года.
7 января 1830 года в служебной записке британского суперинтенданта колонии, адресованной магистратам, сообщалось о том, что британско-мексиканский пакетбот будет регулярно заходить в Белиз для перевозки почтовых отправлений, при этом капитан Мориати (Moriaty) из 2-го Западного полка назначался ответственным за всю почту.
В 1858 году поступили в обращение почтовые марки Великобритании, которые в Британском Гондурасе гасились штемпелем «А06». Такая ситуация сохранялась до тех пор, пока 1 апреля 1860 года к этой колонии не перешло управление собственной почтой, после чего почтовые отправления пересылались без почтовых марок, а для обозначения оплаты почтового сбора использовались почтовые штемпели.

## Выпуски почтовых марок

### Британский Гондурас

#### Первые марки
В 1865 году колония выпустила собственные почтовые марки. Их рисунок представлял собой профиль королевы Виктории, типичный для британских почтовых марок того времени, с овальной полосой с текстом англ. «BRITISH HONDURAS» («Британский Гондурас») и обозначением номинала. Марки самого первого выпуска включали номиналы в 1 пенни, 6 пенсов и 1 шиллинг.

#### Последующие эмиссии
Дизайн первого выпуска продолжал использоваться вплоть до выпуска в 1891 году марок колониального типа, с периодическим изменением водяных знаков и зубцовки[≡].
В 1888 году денежная единица изменилась с фунтов стерлингов на центы и доллары, что потребовало надпечатки нового номинала на запасах почтовых марок номиналом от 2 до 50 центов[≡]. Выпуск марок колониального типа 1891 года снял необходимость в надпечатках; первоначально он состоял из 6 номиналов, номиналы в 5 и 10 центов[≡] были добавлены в 1895 году, а 25 центов — в 1898 году.
В 1899 году рисунок марок колониального типа претерпел изменения: на марках появилась надпись «Postage & Revenue» («Почтовый и гербовый сбор»). На имевшихся почтовых марках также была выполнена надпечатка «Revenue» («Гербовый сбор») для использования их в качестве фискальных марок. Дизайн остался прежним, но с портретом нового монарха в 1902 году для Эдуарда VII, в то время как восхождение на престол Георга V привело к выпуску почтовых марок нового дизайна с 1913 года.
Первой памятной маркой Британского Гондураса был выпуск «Мир» номиналом в 2 цента карминового цвета, появившийся в 1921 году. В следующем году марка этого же рисунка была перевыпущена в виде марки номиналом в 4 цента в сером цвете, но при этом слово «Peace» («Мир») исчезло из рисунка.
Как и многие британские колонии, Британский Гондурас выпустил свои первые видовые марки в 1938 году в виде серии из 12 почтовых марок номиналом от 1 цента до 5 долларов[≡]. Рисунки двухцветных марок представляли фигуры майя, сельское хозяйство и местные ландшафты. 150-летие сражения при Сент-Джордж Кей было отмечено в 1949 году выпуском шести почтовых марок: на трёх марках был изображён остров, и на трёх — британский шлюп «Мерлин» (Merlin)[≡].
- Примеры почтовых марок Британского Гондураса
- Марка колониального типа номиналом в 10 центов (1895)[^]
- 15-центовая марка с изображением Сарджентс-Кэй (1938)[^]
- Шлюп «Мерлин» на марке 1949 года[^]

### Самоуправление
Британский Гондурас получил самоуправление 1 января 1964 года и эмитировал свой последний выпуск в качестве Британского Гондураса в начале 1973 года, отметив фестивали Белиза.

### Белиз
1 июня 1973 года Британский Гондурас был переименован в Белиз. Для первого выпуска в 1973 году были использованы почтовые марки бывшего Британского Гондураса с надпечаткой «BELIZE» («Белиз») и изображением двух звёзд. Первый выпуск без надпечатки последовал в 1973 году и представлял собой выпуск «Королевское бракосочетание» из двух почтовых марок.

## Кайо Белиза
Для относящихся к территории Белиза островов Кайо у восточного побережья Центральной Америки 22 мая 1984 года была выпущена серия из 10 стандартных марок с надписью «Cayes of Belize» («Кайо Белиза»). В 1895 году для организованной частной доставки почтовых отправлений была издана частная марка с трёхстрочной надписью на пишущей машинке, которая использовалась недолго.

## Каталогизация
Белизские почтовые марки описываются во всех основных каталогах мира, таких, например, как «Скотт»[≡]. В английских каталогах «Стэнли Гиббонс» почтовые выпуски Белиза включены в общее издание «Марки мира» и в «красные» тома для марок Великобритании и Содружества наций[≡].
- Каталог «Скотт» (2007, том 1: США, ООН, страны мира A—B), внизу обложки которого показана марка Белиза 1982 года, посвящённая 75-летию скаутинга (Mi #650; Yt #592; SG #691) [^]
- Каталог «Стэнли Гиббонс» (красный, 2001) для Великобритании и Содружества, на обложке которого посредине вверху можно увидеть марку Белиза 1998 года, номиналом в 1 белизский доллар, посвящённую 50-летию Университета Вест-Индии (Mi #1194)[^]

Дополнительно компания «Стэнли Гиббонс» издавала в 2009 и 2014 годах отдельный («жёлтый») том для почтовых марок Белиза вместе с выпусками Гайаны и Тринидада и Тобаго.